# Qui va m'aimer désormais ?
Pour les articles homonymes, voir Prêtre.
Pour plus de détails, voir Fiche technique et Distribution.
Qui va m'aimer désormais ? (en anglais Who's Gonna Love Me Now? ; en allemand Wer wird mich noch jetzt lieben?) est un film documentaire, de coproduction britannique et israélienne, sorti en 2016 et réalisé par les frères Barak et Tomer Heymann.

## Synopsis
La trame se joue autour de Saar Maoz, expatrié israélien vivant à Londres, gay et séropositif. Mis à la porte de chez lui en Israël après avoir effectué son coming-out auprès de sa famille, il retourne au pays une vingtaine d'années plus tard. La suite met en lumière les difficultés auxquelles le protagoniste se confronte vis-à-vis de sa proche parenté, notamment au regard de la nouvelle vie qu’il s’est depuis lors construit en adhérant au London Gay Men's Chorus (en).

## Précession
Tomer Heymann rencontre Saar Maoz une première fois au cours d'une soirée en 1994 à Tel-Aviv. Les deux hommes perdent contact jusqu'à ce que réalisateur le reconnaisse dans la rue une dizaine d’années plus tard.

## Fiche technique

### Diffusions
- Qui va m'aimer désormais ? est présenté en avant-première en 2013 au Sheffield International Documentary Festival (en) (SIDF).

- La première se déroule lors de la Berlinale 2016[1] sous la houlette et direction du jury de Meryl Streep. La projection y remporte le prix  du public Panorama qui en récompense le « meilleur documentaire[3] ».